# کلود پوژاد-رنو
کلود پوژاد-رنو (به فرانسوی: Claude Pujade-Renaud) نویسنده قرن بیستم میلادی اهل فرانسه است.